# Dialekt północnomacedoński

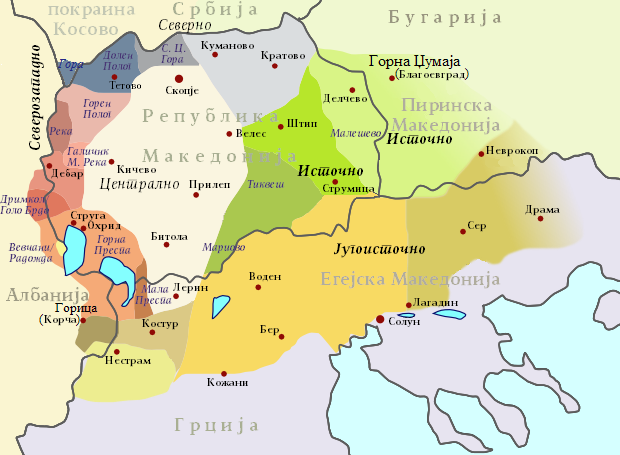
Mapa dialektów macedońskich, gwary północnomacedońskie oznaczone odcieniami niebieskiego.

Dialekt północnomacedoński (mac. северен дијалект, северни говори) – zróżnicowany wewnętrznie dialekt macedoński używany na pograniczu macedońsko-serbskim. Jest to dialekt typu przejściowego i stanowi ważne ogniwo południowosłowiańskiego kontinuum dialektalnego, pod wieloma względami nawiązuje do pobliskich dialektów torlackich.
Razem z dialektem centralnym tworzy zespół narzecza zachodniomacedońskiego (mac. западномакедонско наречје). W skład gwar zachodniomacedońskich wchodzą gwary tetowsko-gorańska, skopsko-crnogorska oraz kumanowsko-kratowska.

## Cechy językowe
Do najważniejszych cech fonetycznych gwar północnomacedońskich należą:
- prasłowiańskie *ě (jać) kontynuowane przez e, np. koleno, mleko[4],
- grupa łu na miejscu sylabotwórczego *l̥, np. długo, słuza, tłuče wobec literackiego долго, солза, толче[2],
- zachowane jest palatalne lj, np. polje, zelje, iljada[2],
- zlanie się obu jerów *ъ, *ь w ă, jak w gwarach torlackich, np. dăš, dăn[2],
- kontynuantem dawnej nosówki *ǫ jest u, np. zubi, ruka[2],
- kontynuanty ḱ, ǵ dawnych *ť, *ď, np. kuḱa, veǵa[4],

W morfologii charakterystyczne są cechy zbliżające ten obszar do dialektu torlackiego:
- końcówka -oga, np. toga, njega, săs dobroga[2],
- końcówka 1. os. l. mn. czasu teraźniejszego -mo, np. imamo[2] wobec literackiego имаме, por. sch. imamo,
- końcówka 3. os. l. mn. aorystu -še, np. rekoše[2] wobec literackiego рекоа, por. sch. rekoše,
- rzeczowniki rodzaju żeńskiego na -a mają formę przypadka zależnego na -u, np. ženu, njivu[2].

Rodzajnik jest niejednolity, gdyż obok zasadniczo panującego -ot, -ta, -to, np. najmaliot brat, konjot, lovecot, na południe od Tetowa spotyka się też -o, np. umo zamiast umot. Oprócz tego spotyka się rodzajnik w postaci -ъt. We wszystkich gwarach, choć w różnym nasileniu, funkcjonuje typowy dla gwar centralnych i języka literackiego trojaki rodzajnik typu -ov, -ot, -on.